# Port lotniczy Pekanbaru
Port lotniczy Pekanbaru (indonez. Bandara Sultan Syarif Kasim II) – krajowy port lotniczy w Indonezji; 8 km na południe od centrum miasta Pekanbaru w miejscowości Timpang Siga.

## Linie lotnicze i połączenia
- AirAsia
  - Indonesia AirAsia (Dżakarta, Kuala Lumpur, Singapur)
- Garuda Indonesia (Dżakarta, Singapur)
- Malaysia Airlines
  - Firefly (Kuala Lumpur-Subang)
- Lion Air (Dżakarta, Batam, Medan)
- Merpati Nusantara Airlines (Dżakarta, Medan)
- Riau Airlines (Malakka)